# St. Peter und Paul (Ermreuth)

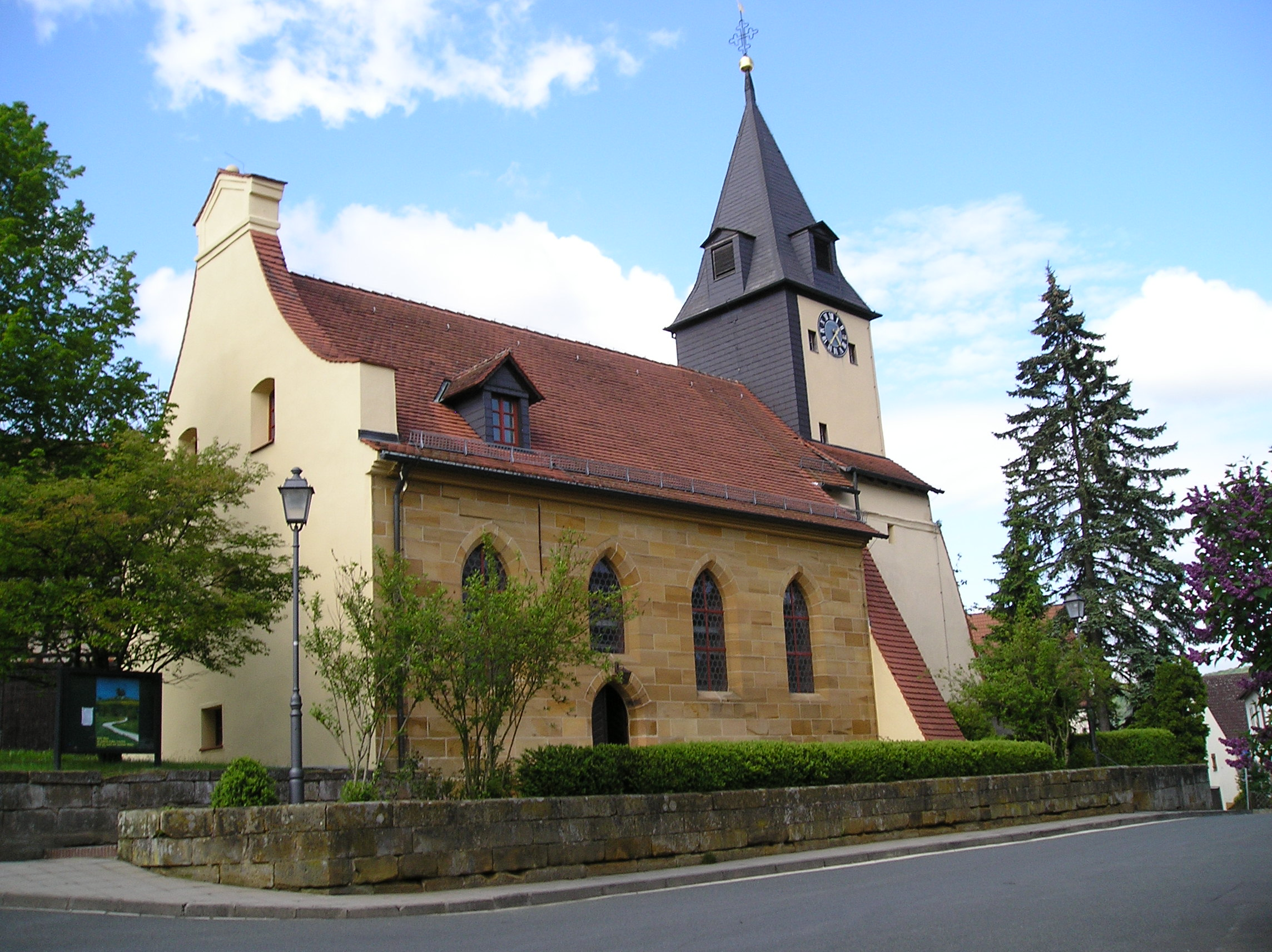
St. Peter und Paul (Ermreuth)

Die evangelische, denkmalgeschützte Kirche St. Peter und Paul ist die Pfarrkirche von Ermreuth, einem Gemeindeteil des Marktes Neunkirchen am Brand im Landkreis Forchheim (Oberfranken, Bayern). Das Bauwerk ist unter der Denkmalnummer D-4-74-154-94 als Baudenkmal in der Bayerischen Denkmalliste eingetragen. Die Kirchengemeinde gehört zum Dekanat Gräfenberg im Kirchenkreis Nürnberg der Evangelisch-Lutherischen Kirche in Bayern.

## Beschreibung
Der untere Teil des Chorturms der Saalkirche, der von mächtigen Strebepfeilern gestützt wird, gehörte zur Schlosskirche des Schlosses Ermreuth und stammt aus dem späten Mittelalter. In der zweiten Hälfte des 17. Jahrhunderts wurde er um ein Geschoss aufgestockt, das die Turmuhr beherbergt, und mit einem steilen Pyramidendach bedeckt, hinter dessen als Giebelgauben gestalteten vier Klangarkaden der Glockenstuhl sitzt. Die älteste Kirchenglocke ist mit 1658 datiert. 1729 erfolgte ein tiefgreifender Umbau nach Plänen von Carl Friedrich von Zocha. Die Südseite des mit einem Satteldach bedeckten Langhauses wurde aus Quadermauerwerk neu errichtet. Im Westen erhielt das Langhaus einen Schweifgiebel. 
Der Innenraum des Langhauses, das teilweise doppelstöckige Emporen an drei Seiten hat, ist mit einem Tonnengewölbe überspannt, der des Chors, d. h. das Erdgeschoss des Chorturms, in dem sich eine Patronatsloge aus Holzfachwerk befindet, mit einer Flachdecke. Der Altar und die Kanzel wurden um 1680 von Hans Adam Doser, dem Vater von Johann Michael Doser, gebaut.